# 1948 في مصر
فيما يلي قوائم الأحداث التي وقعت خلال عام 1948 في مصر.

## سياسة

### انتهاء فترة المنصب
- 28 ديسمبر – محمود فهمي النقراشي رئيس الوزراء المصري.

## أفلام
من الأفلام التي صدرت هذه السنة في مصر:
- 1 يناير – أحب الرقص من إخراج حسن حلمي.
- 1 يناير – أميرة الجزيرة
- 1 يناير – ابن الفلاح
- 1 يناير – البوسطجي من إخراج كامل التلمساني.
- 1 يناير – الحب لا يموت من إخراج محمد كريم.
- 1 يناير – الروح والجسد من إخراج حلمي رفلة.
- 1 يناير – الريف الحزين
- 1 يناير – الزناتي خليفة من إخراج حسن حلمي.
- 1 يناير – السعادة المحرمة
- 1 يناير – الشاطر حسن من إخراج فؤاد الجزايرلي.
- 1 يناير – القاتل من إخراج حسين صدقي.
- 1 يناير – اللعب بالنار
- 1 يناير – المستقبل المجهول من إخراج أحمد سالم.
- 1 يناير – المغامر من إخراج حسن رضا.
- 1 يناير – المليونيرة الصغيرة
- 1 يناير – اليتيمتين من إخراج حسن الإمام.
- 1 يناير – بلبل أفندي من إخراج حسين فوزي.
- 1 يناير – بنت حظ
- 1 يناير – حب وجنون من إخراج حلمي رفلة.
- 1 يناير – حمامة السلام من إخراج حلمي رفلة.
- 1 يناير – حياة حائرة من إخراج أحمد سالم.
- 1 يناير – خلود من إخراج عز الدين ذو الفقار.
- 1 يناير – خيال امرأة من إخراج حسن رضا.
- 1 يناير – رجل لا ينام من إخراج يوسف وهبي.
- 1 يناير – سجى الليل من إخراج هنري بركات.
- 1 يناير – سكة السلامة من إخراج إبراهيم لاما.
- 1 يناير – شمشون الجبار من إخراج كامل التلمساني.
- 1 يناير – طلاق سعاد هانم
- 1 يناير – عاشت في الظلام
- 1 يناير – عدل السماء من إخراج أحمد كامل مرسي.
- 1 يناير – عنبر من إخراج أنور وجدي.
- 1 يناير – فتح مصر من إخراج فؤاد الجزايرلي.
- 1 يناير – فتنة من إخراج محمود إسماعيل.
- 1 يناير – ليت الشباب من إخراج حسن عبد الوهاب.
- 1 يناير – ليلى العامرية من إخراج نيازي مصطفى.
- 1 يناير – مغامرات عنتر وعبلة من إخراج صلاح أبو سيف.
- 1 يناير – نحو المجد
- 1 يناير – هارب من السجن
- 1 يناير – ورد شاه
- 1 يناير – يحيا الفن من إخراج حسن حلمي.
- 5 يناير – الهوى والشباب من إخراج نيازي مصطفى.
- 22 مارس – الواجب من إخراج هنري بركات.
- 29 مارس – فوق السحاب من إخراج محمود ذو الفقار.
- 19 أبريل – الصيت ولا الغنى من إخراج حسن الإمام.
- 1 نوفمبر – فتاة من فلسطين من إخراج محمود ذو الفقار.

## مواليد

### يناير
- 1 يناير – محمد منصور
- 1 يناير – هدى لطفي
- 28 يناير – سامية خضر صالح عالمة اجتماع مصرية.

### فبراير
- 2 فبراير – سامي عنان قائد عسكري مصري.

### مارس
- 23 مارس – محمود وجدي سياسي مصري.

### أبريل
- 16 أبريل – عمار الشريعي ملحن مصري.
- 27 أبريل – عاصم بن نايف

### يونيو
- 8 يونيو – هالة فاخر ممثلة مصرية.

### أغسطس
- 21 أغسطس – عزت أبو عوف

### نوفمبر
- 9 نوفمبر – عبد المنعم سعيد
- 11 نوفمبر – عمر خيرت موسيقي مصري.
- 15 نوفمبر – يوسف عيد ممثل مصري.

### ديسمبر
- 25 ديسمبر – علياء ملكة الأردن ملكة أردنية، عقيلة الملك الحسين بن طلال.

## وفيات

### ديسمبر
- 28 ديسمبر – محمود فهمي النقراشي (مواليد 1888) سياسي مصري.